# Goran Bogdanović
Goran Bogdanovic (en alfabet ciríl·lic serbi: Горан Богдановић, Smederevo, Iugoslàvia) és un futbolista serbi, ja retirat, que ocupava plaça de migcampista.

## Trajectòria
El Partizan de Belgrad va ser el seu primer gran equip, on va arribar al 1985. Va estar-hi fins al 1993, quan deixa la formació capitalina per recalar a la lliga espanyola. El seu primer destí va ser el RCD Mallorca, de Segona Divisió. A l'illa va estar dues temporades i mitja, destacant sobretot la 93/94, amb 34 partits i set gols.
El 1995 fitxa pel RCD Espanyol, i debuta a primera divisió, on no va guadir de la titularitat, però era un recanvi habitual. De fet, la temporada 96/97, hi participa en 34 partits, però només en comença 10. Deixa Barcelona el 1997 per incorporar-se al CF Extremadura, amb qui aconseguiria l'ascens a la primera divisió. La temporada 98/99, en la màxima categoria, tot just disputa set partits. Eixe mateix any deixa la lliga espanyola i retorna al seu país, a les files del Sartid, on romandria fins a la seua retirada el 2004.